# ناحیه هیگینز، میشیگان
ناحیه هیگینز (به انگلیسی: Higgins Township) یک منطقهٔ مسکونی در ایالات متحده آمریکا است که در شهرستان راسکومون، میشیگان واقع شده‌است.
 ناحیه هیگینز  ۱٬۹۳۲ نفر جمعیت دارد و ۳۷۹ متر بالاتر از سطح دریا واقع شده‌است.